# Las Piñeras
Las Piñeras es un lugar español de la parroquia de Cordovero, perteneciente al municipio de Pravia, en la comunidad autónoma de Asturias.

## Historia
Hacia mediados del siglo XIX, el lugar pertenecía a la parroquia de Cordovero, por entonces parte del municipio de Salas. Aparece descrito en el decimotercer volumen del Diccionario geográfico-estadístico-histórico de España y sus posesiones de Ultramar de Pascual Madoz con las siguientes palabras:

PIÑERAS (las): l. en la prov. de Oviedo, ayunt. de Salas y felig. de San Miguel de Cordovero (V.).
(Madoz, 1849, p. 52)

En 2023, la entidad singular de población de Las Piñeras, perteneciente al municipio de Pravia, tenía empadronados 17 habitantes, todos ellos diseminados.